# 玉代㔟圭司
玉代㔟 圭司（たまよせ けいじ、1984年 〈昭和59年〉12月15日 -）は、沖縄県那覇市出身の俳優。SD Co., Ltd.所属。
名字の「㔟」の漢字が表示されない場合、「勢」の漢字が使用され『玉代勢 圭司』とクレジットされる場合もある。映画「ミラクルシティコザ」の平良(過去)役や沖縄の特撮テレビドラマ「闘牛戦士ワイドー」「闘牛戦士ワイドー2」のカミヤー役で知られている。

## 出演

### テレビドラマ
- 闇金ウシジマくん season2 第3話・第4話（2014年、TBS） - スカウトマン 役
- リテイク 第8話（2017年、東海テレビ） - 森田和也 役
- ごめん、愛してる（2017年、TBS）
- コードネームミラージュ（2017年、テレビ東京）
- 都庁爆破！（2018年、TBS）
- 闘牛戦士ワイドー（2018年、RBC琉球放送） - カミヤー 役 ※レギュラー
- サイレント・ヴォイス 行動心理捜査官・楯岡絵麻 第1話（2018年、BSテレ東） - 高橋圭太 役
- オキナワノコワイハナシ・FOUR(4)（2018年、RBC琉球放送） - 主演 タカシ 役
- ストロベリーナイト・サーガ（2019年、フジテレビ）
- 虫籠の錠前（2019年、WOWOW）
- 新しい王様 （2019年、TBS）
- 闘牛戦士ワイドー2（2019年、RBC琉球放送） - カミヤー 役 ※レギュラー
- オキナワンヒーローズ（2022年、RBC琉球放送） - カミヤー 役 ※レギュラー
- TOKYO VICE（2022年、WOWOW） - 明調新聞記者 役
- フェンス 第3話（2023年、WOWOW） - 上里刑事 役
- 疫（えやみ）〜ナヒヤサマの呪い〜 第5話（2023年、沖縄テレビ） - 河上 役

### 映画
- 三度目の殺人（2017年、是枝裕和 監督）
- 殺る女（2018年、宮野ケイジ 監督）
- ミラクルシティコザ（2022年、平一紘 監督） - 平良(過去) 役
- 君に幸あれよ（2023年、櫻井圭佑 監督） - 山城英 役
- 木の上の軍隊（2025年、平一紘 監督） - 長田 役[1][2]

### 短編
- 「Dream of passion」たんじだいご 監督 - 猪助 役
- 「革命手」橋本一郎 監督 - 黒沢 役 ※劇場未公開
- 「6人の小夜子」塩田悠地 監督 - カクタ 役

### 舞台
- 狼少年「Dream of passion」（2015年） - 猪助 役
- 狼少年「陽のあたる庭」（2016年） - 佐伯 役
- 狼少年「SUKIYAKI」（2017年） - 片岡洋平 役

### MV
- 女王蜂 「ヴィーナス」（2015年）
- 奥井雅美 「SYMBOLIC BRIDE」（2015年）

### CM
- リクルートフロムエー「パン田くんパンケーキ屋篇」（2013年）
- ラシンク「ジーンズ」（2014年）
- ケツメイシ「ケツノポリス6」（2014年）
- ヤマトグループ広告 「いつでも買える日常へ」編（2021年）
- BIGOLIVE広告 「BIGOって何ですか?」（2021年）